# روجر وولف
روجر وولف (بالإنجليزية: Roger Wolff)‏ هو لاعب كرة قاعدة أمريكي، ولد في 10 أبريل 1911 في إوانسفيل في الولايات المتحدة، وتوفي في 23 مارس 1994 في تشيستر في الولايات المتحدة.

## وصلات خارجية
- روجر وولف على موقع دوري كرة القاعدة الرئيسي (الإنجليزية)
- روجر وولف على موقعبيزبول رفرنس.كوم (الدوري الرئيسي) (الإنجليزية)
- روجر وولف على موقعبيزبول رفرنس.كوم (الدوري الثانوي) (الإنجليزية)